# 中国人民志愿军第二十军第八十九师
中国人民志愿军第二十军第八十九师，是中国人民志愿军曾经的一个师。

## 历史
该师是中国人民解放军成立的第二个八十九师，第一个八十九师于1950年6月被划入空军为空军陆战第一旅，后为空降兵第四十三师。
7月，第八十九师得到重建，划入第二十军建制为中国人民解放军第二十军第八十九师，但此时的八十九师中具有战斗经验的骨干与老兵均被调走，基础已大不如第一个八十九师。
1950年10月改编为中国人民志愿军第二十军第八十九师入朝作战，参加长津湖战役，表现顽强，得到了二十军首长的肯定。1951年2月，在咸兴休整时被裁撤。

## 沿革
参考资料：
| 部隊番號                         | 使用時期             |
| -------------------------------- | -------------------- |
| 中国人民解放军第二十军第八十九师 | 1950年7月-1950年10月 |
| 中国人民志愿军第二十军第八十九师 | 1950年10月-1951年2月 |